# Tribalus capensis
Tribalus capensis är en skalbaggsart som först beskrevs av Gustaf von Paykull 1811.  Tribalus capensis ingår i släktet Tribalus och familjen stumpbaggar. Inga underarter finns listade i Catalogue of Life.